# Катраница
Катраница (болг. Катраница) — село в Болгарии. Находится в Смолянской области, входит в общину Смолян. Население составляет 179 человек[когда?]

.

## Политическая ситуация
В местном кметстве Катраница должность кмета (старосты) до 2011 года исполнял Милко Любенов Хаджиев (Болгарская социалистическая партия (БСП)) по результатам выборов правления кметства в 2007 году.